# Києво-Шляхецьке
Києво-Шляхецьке (пол. Kijewo Szlacheckie, нім. Königlich Trebes) — село в Польщі, у гміні Києво-Крулевське Хелмінського повіту Куявсько-Поморського воєводства.
Населення — 241 особа (2011).
У 1975-1998 роках село належало до Торунського воєводства.

## Демографія
Демографічна структура станом на 31 березня 2011 року:
|          | Загалом | Допрацездатний вік | Працездатний вік | Постпрацездатний вік |
| -------- | ------- | ------------------ | ---------------- | -------------------- |
| Чоловіки | 109     | 19                 | 83               | 7                    |
| Жінки    | 132     | 27                 | 74               | 31                   |
| Разом    | 241     | 46                 | 157              | 38                   |